# 집시의 시간
《집시의 시간》(Dom Za Vesanje, Time Of The Gypsies)은 이탈리아, 유고슬라비아에서 제작된 에미르 쿠스투리차 감독의 1988년 드라마 영화이다. 다보아 더모빅 등이 주연으로 출연하였다.
이 영화는 개봉 당시 전적으로 롬어가 사용된 최초의 영화였다.

## 줄거리
유고슬라비아의 작은 마을에 사는 텔레키네시스 능력을 가진 로마 청년 페르한은 할머니, 다리가 불편한 여동생 다니라, 방탕한 삼촌 메르잔과 함께 살고 있다. 페르한은 아즈라라는 소녀와 결혼하고 싶어 하지만, 아즈라의 어머니는 페르한이 사생아라는 이유로 반대한다. 그러던 중 '집시 족장' 아흐메드가 마을에 오고, 메르잔은 아흐메드 형제들과 도박하다 돈을 잃고 빚을 지게 된다. 아흐메드는 페르한의 할머니의 치유 능력을 이용해 아픈 아들을 낫게 해주고, 그 대가로 다니라의 다리를 치료해 주기로 약속한다. 페르한은 다니라와 함께 류블랴나 병원으로 가지만, 아흐메드의 유혹에 넘어가 밀라노로 향하게 된다.
밀라노에서 페르한은 처음에는 정직하게 돈을 벌려고 하지만, 폭행과 고문을 당하며 범죄에 가담하게 된다. 돈을 모으던 페르한은 아흐메드의 배신으로 조직의 보스가 된다. 돈을 벌어 고향에 돌아온 페르한은 아즈라가 임신한 사실에 분노하고, 아이를 팔아버리는 조건으로 결혼한다. 또한 아흐메드가 집을 지어주기로 약속했었지만 지어지지 않았고, 다니라 역시 수술을 받지 못하고 구걸을 하며 돈을 벌고 있다는 사실을 알게 된다.
결혼 첫날밤, 아즈라는 아이가 페르한의 아이이며 성 조지 축일에 생긴 아이라고 고백한다. 아이를 낳은 후 아즈라는 공중으로 떠오른 채 죽고, 아흐메드가 페르한의 아들을 데려간다. 4년 후, 페르한은 로마에서 다니라와 재회하고 아들을 만나게 된다. 페르한은 아들에게 아코디언을, 할머니에게는 선물을 사주고 다시 만나기로 약속한 후 아흐메드에게 복수하기 위해 결혼식장으로 향한다. 페르한은 텔레키네시스 능력으로 아흐메드를 살해하지만, 아흐메드의 새로운 아내에게 살해당한다. 장례식에서 페르한의 아들은 죽은 아버지의 눈에 올려진 금화를 훔쳐 달아난다.

## 출연

### 주연
- 다보아 더모빅
- 보라 토도로비치
- 루비카 아조빅

### 조연
- 허스니자 하시모빅
- 시노리카 트릅코바
- 자비트 메메도브
- 엘비라 살리
- 수아다 카리식

## 기타
- 공동제작: 해리 샐츠먼
- 미술: 밀리언 크레카 클라조빅